# Warriorambition Club
Warriorambition Club é um clube desportivo, entidade registada no Sistema Nacional de Informação Desportiva , desenvolve atividades de andebol, futsal, andebol de praia e eSports no concelho de Odivelas, segundo o site oficial do clube.

## Sumário
Warriorambition Club é um clube de desporto português, fundado em junho de 2019, tem sede no município de Odivelas, distrito de Lisboa. Desenvolve atividades desportivas não federadas e federadas na Federação de Andebol de Portugal, participa nas provas do circuito português de Andebol de Praia, disputa a competição da Fundação Inatel e desenvolve atividades em escolas.

## Fundação
Foi fundado por Cheldon Leite de Siqueira e Diogo Amado em 6 de junho de 2019 para o desenvolvimento de atividades de clube desportivo e organização de eventos para treinadores.

## Eventos
Em janeiro de 2020 o clube foi responsável pela organização do "Colóquio de Treinadores de Desportos", o qual realizou-se com enquadramento nas atividades de Odivelas Cidade Europeia do Desporto 2020.